# Devizno tržište
Devizno tržište je tržište za razmjenu valuta koje je decentralizirano i rasprostranjeno širom svijeta. Devizno tržište je najveće i najlikvidnije financijsko tržište na svijetu.
Primarna svrha deviznog tržišta je da pomogne internacionalnom trgovanju i investicijama, dopuštajući pojedincima, poduzećima i vladama da pretvore jednu valutu za drugu. Na primjer, dozvoljava američkoj firmi da uvozi britansku robu i da plaća u britanskim funtama iako poslovna prihoda je u američkim dolarima.